# Klépierre
Klépierre (Euronext: LI) es uno de los principales actores del sector inmobiliario comercial a escala europea, y el primero europeo especializado en centros comerciales, con una cartera valorada en 23 800 millones de euros a 31 de diciembre de 2017. Está formado por grandes centros comerciales con oficinas ubicadas en 57 metrópolis y 16 países de Europa continental, que reciben un total de 1100 millones de visitantes al año. Klépierre tiene una participación mayoritaria (56,1 %) en Steen & Strøm, la principal empresa inmobiliaria de centros comerciales escandinava.